# Beaulieu-sur-Dordogne
Beaulieu-sur-Dordogne – miejscowość i gmina we Francji, w regionie Nowa Akwitania, w departamencie Corrèze. W 2013 roku populacja ówczesnej gminy wynosiła 1220 mieszkańców.
Dnia 1 stycznia 2019 roku połączono dwie wcześniejsze gminy: Beaulieu-sur-Dordogne oraz Brivezac. Siedzibą gminy została miejscowość Beaulieu-sur-Dordogne, a nowa gmina przyjęła jej nazwę.

## Geografia
Beaulieu-sur-Dordogne znajduje się na południu departamentu Corrèze, nad brzegiem rzeki Dordogne. Powierzchnia gminy wynosi 16,89 km², gęstość zaludnienia wynosi 146 mieszkańców na km².
Poniższa mapa pokazuje lokalizację Beaulieu-sur-Dordogne, z główną infrastrukturą i sąsiadującymi gminami:

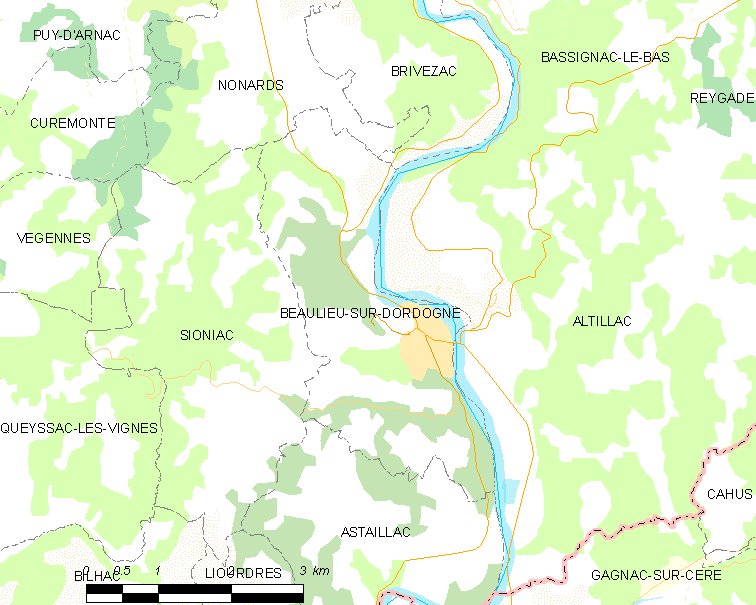
Lokalizacja Beaulieu-sur-Dordogne z główną infrastrukturą i sąsiadującymi gminami.

### Klimat
| Miesiąc                                                                                         | Sty  | Lut  | Mar  | Kwi  | Maj  | Cze  | Lip  | Sie  | Wrz  | Paź  | Lis  | Gru  | Roczna |
| ----------------------------------------------------------------------------------------------- | ---- | ---- | ---- | ---- | ---- | ---- | ---- | ---- | ---- | ---- | ---- | ---- | ------ |
| Średnie temperatury w dzień [°C]                                                                | 9.3  | 11.4 | 14.8 | 17.8 | 21.7 | 24.7 | 28.4 | 27.5 | 23.9 | 19.1 | 13.5 | 10.2 | 18,6   |
| Średnie dobowe temperatury [°C]                                                                 | 5.2  | 6.4  | 9.1  | 11.6 | 15.5 | 18.6 | 21.6 | 20.9 | 17.5 | 13.9 | 9.0  | 6.3  | 13,0   |
| Średnie temperatury w nocy [°C]                                                                 | 1.1  | 1.4  | 3.4  | 5.4  | 9.3  | 12.4 | 14.8 | 14.3 | 11.1 | 8.8  | 4.6  | 2.4  | 7,4    |
| Opady [mm]                                                                                      | 93.8 | 83.4 | 82.7 | 112  | 113  | 93.8 | 79.1 | 71.5 | 95.6 | 104  | 108  | 108  | 1145   |
| Średnia liczba dni z opadami                                                                    | 12.6 | 10.5 | 11.4 | 12.2 | 12.2 | 9.6  | 7.4  | 8.8  | 9.2  | 11.7 | 12.1 | 12.1 | 130    |
| Źródło: Météo-France (liczba dni z opadami dla wartości 1 mm, 1991–2020, wysokość 146 m n.p.m.) |      |      |      |      |      |      |      |      |      |      |      |      |        |

## Populacja
Poniższa tabela przedstawia ewolucję liczby mieszkańców Beaulieu-sur-Dordogne w latach 1962–2008: 

Populacja Beaulieu-sur-Dordogne (źródło: spis ludności INSEE).

## Atrakcje turystyczne
- Kościół opactwa Św. Piotra z romańskim tympanonem.
- Kaplica Penitentów nad brzegiem Dordonii.
- Zamek d'Estresse.
- Dom „Renesansowy” (fr. Maison Renaissance).

## Galeria

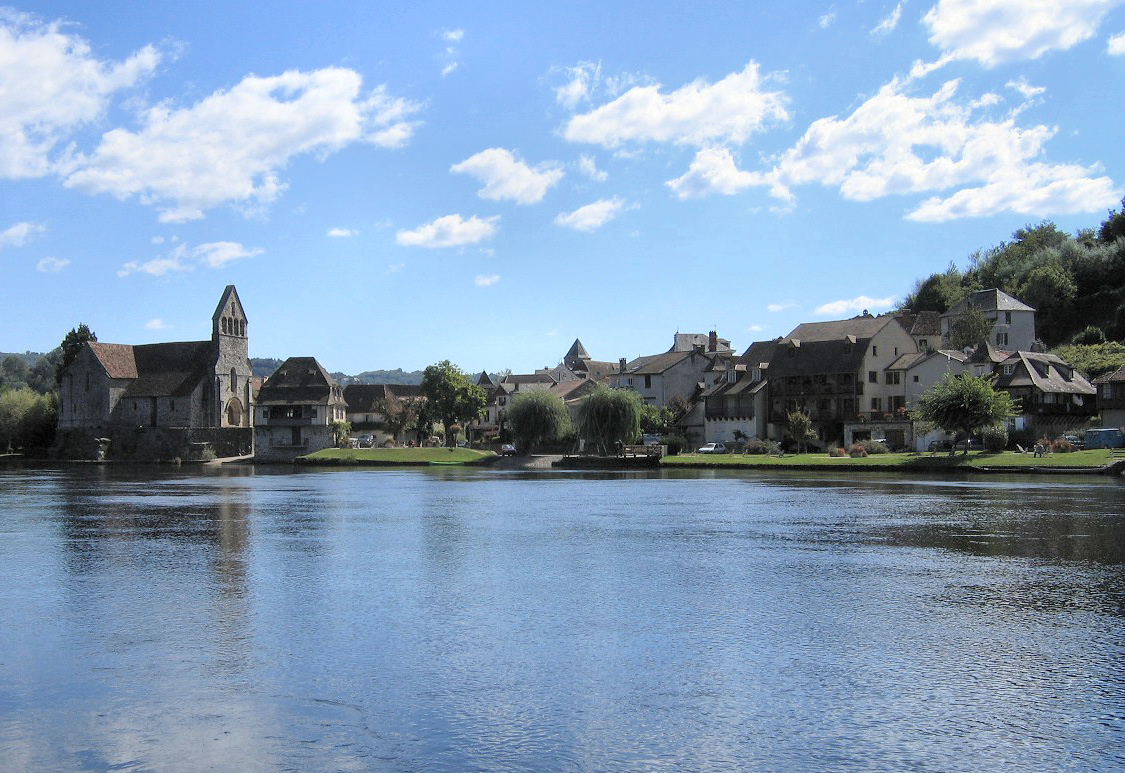
Beaulieu-sur-Dordogne nad brzegiem Dordonii
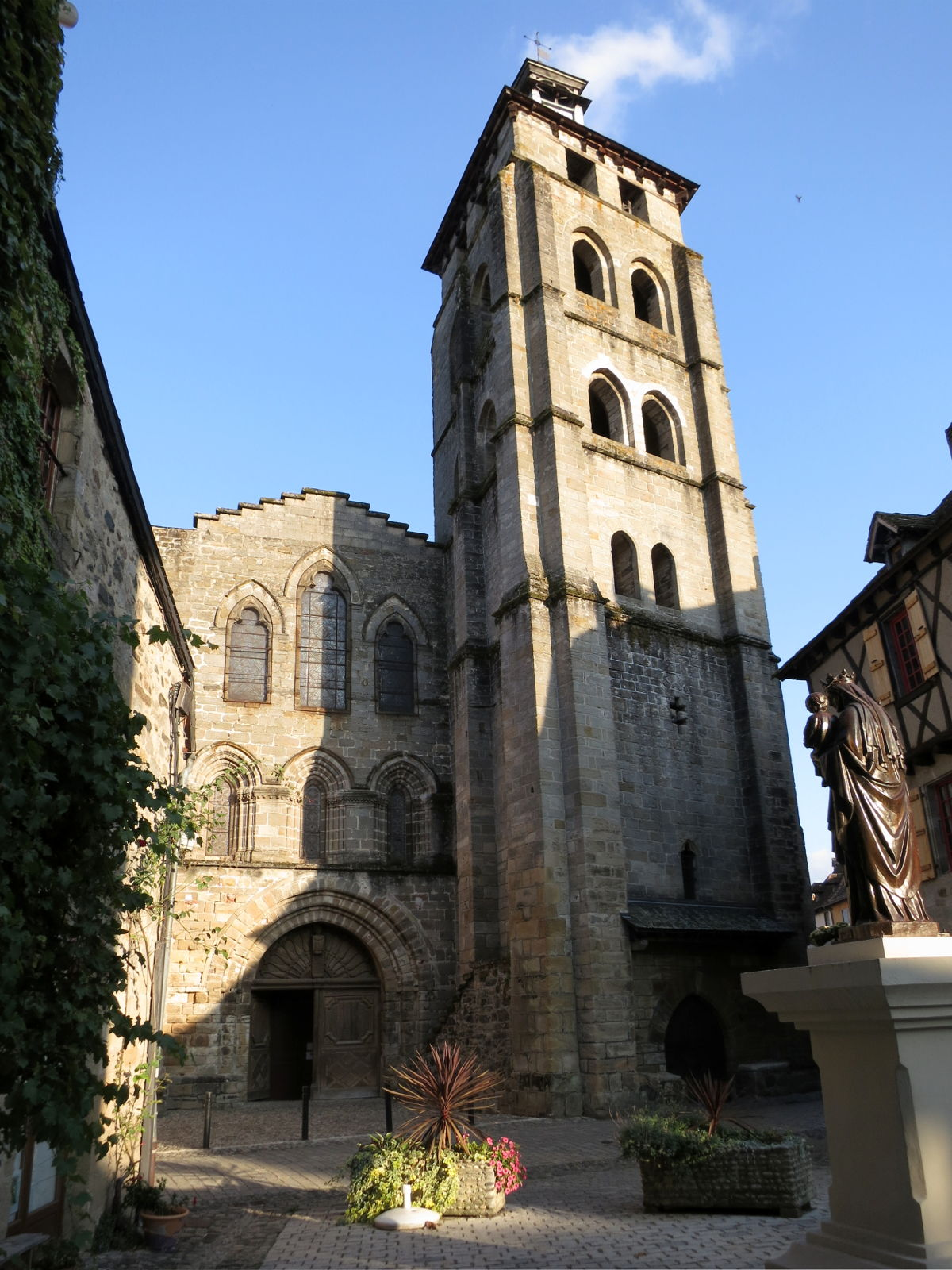
Dzwonnica kościoła opactwa Św. Piotra
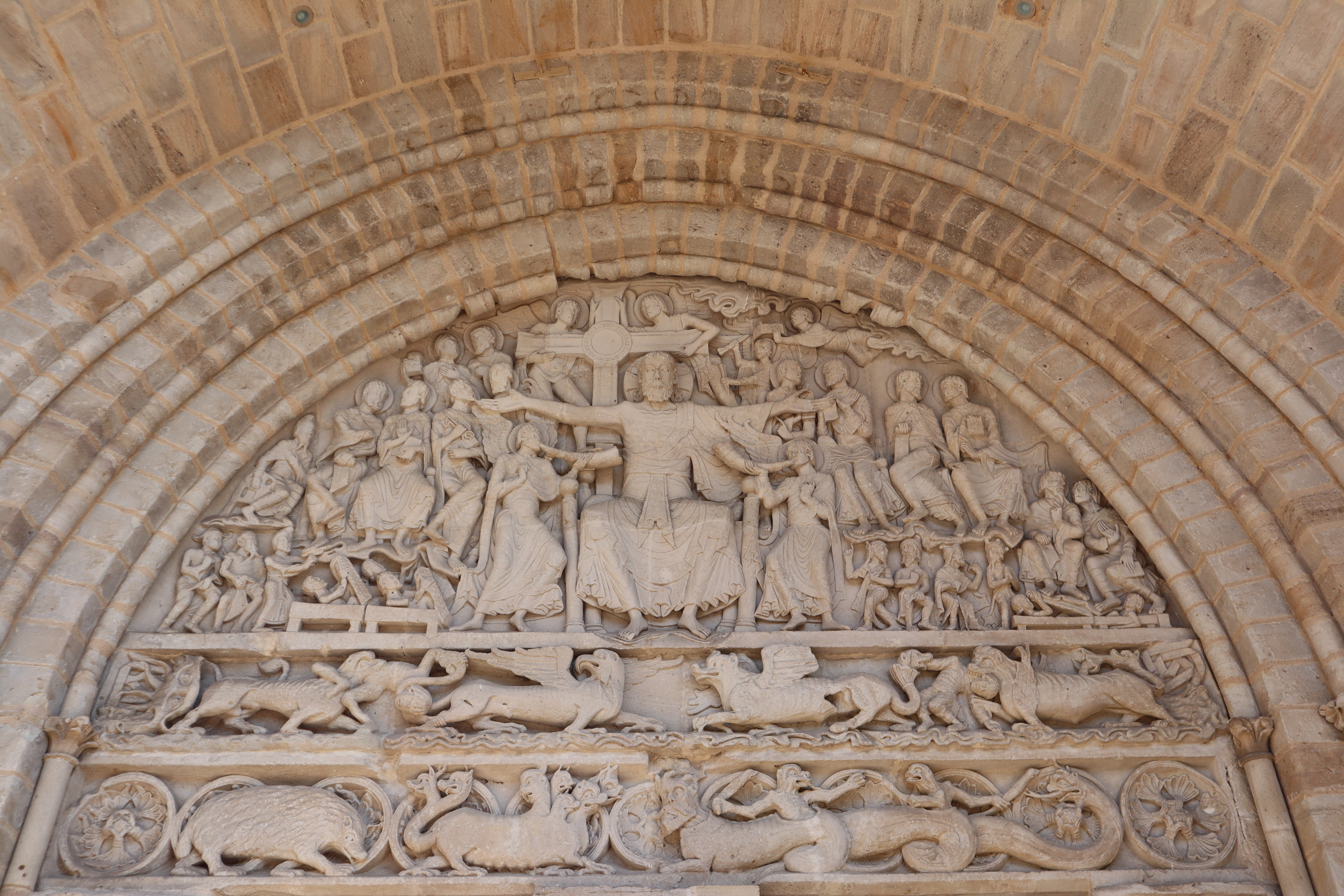
Romański tympanon kościoła opactwa Św. Piotra
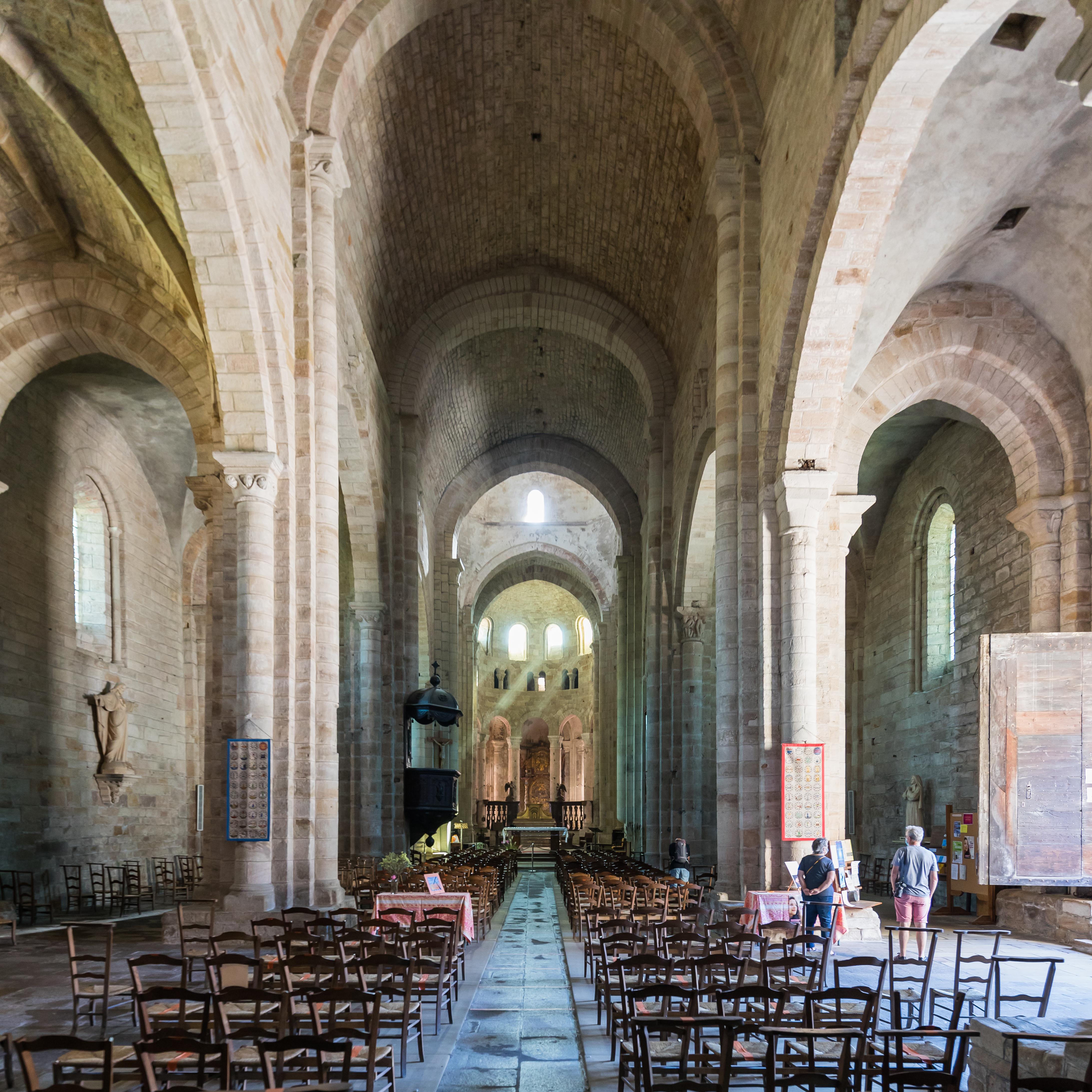
Nawa kościoła opactwa Św. Piotra
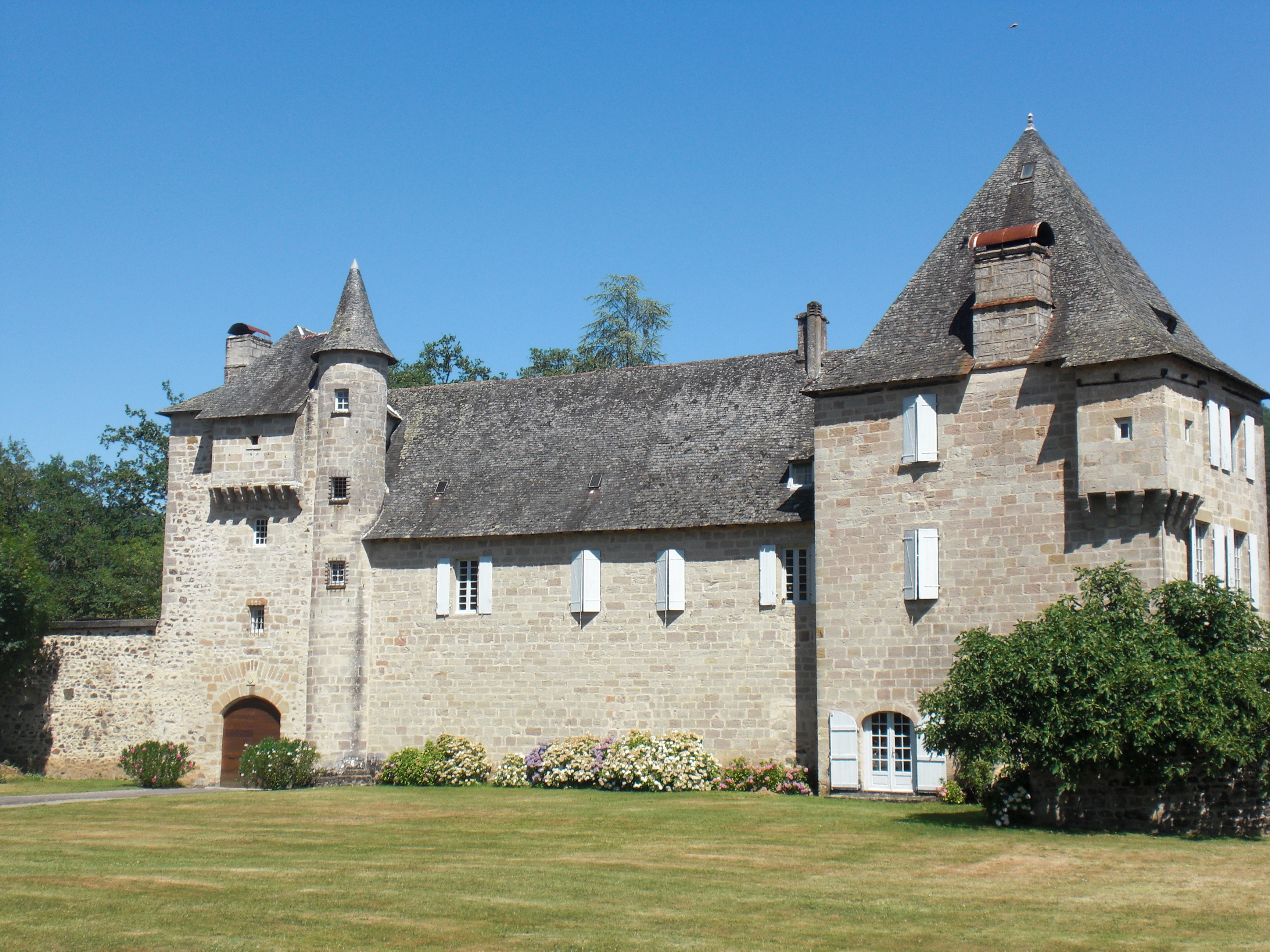
Zamek d'Estresse
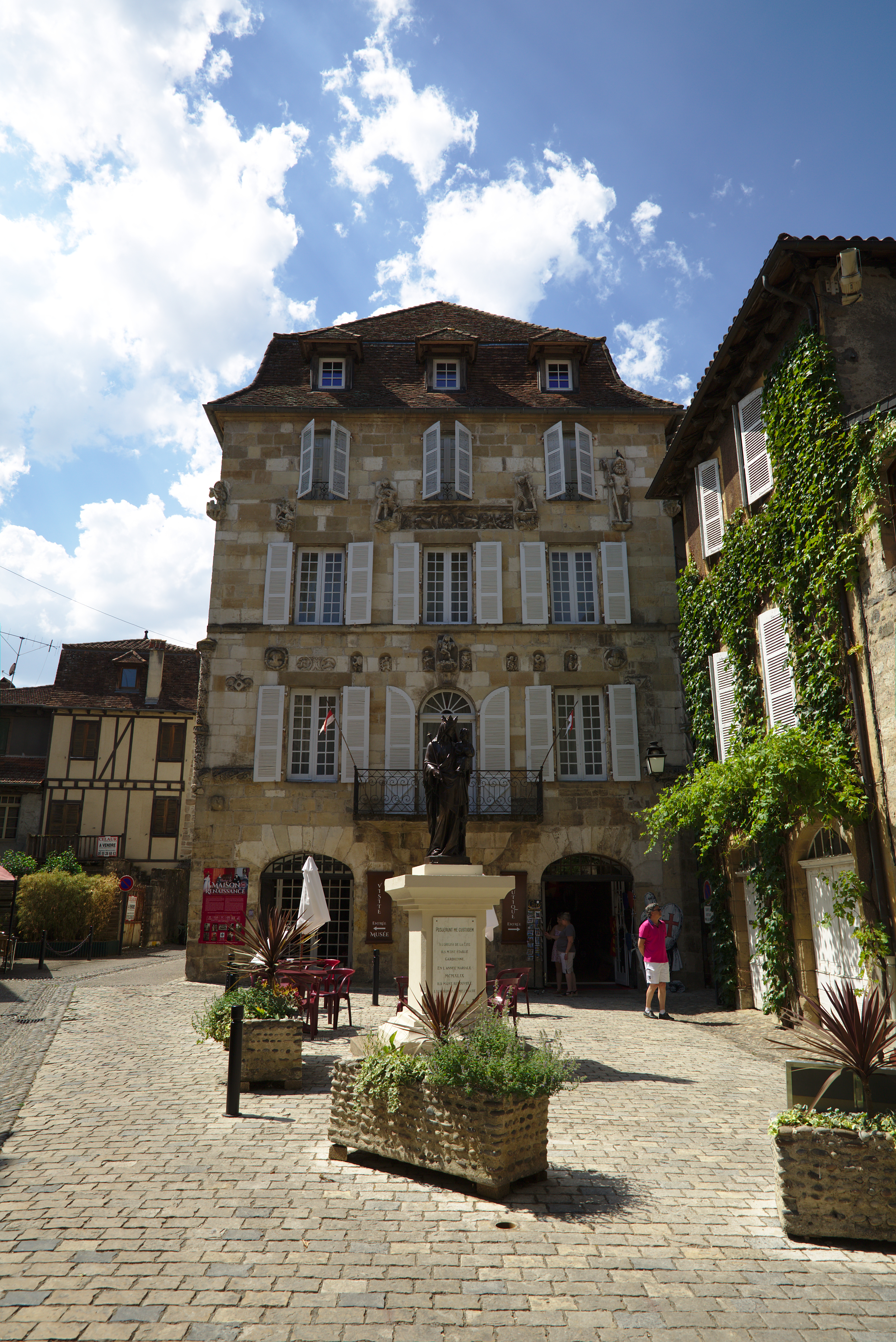
Maison Renaissance
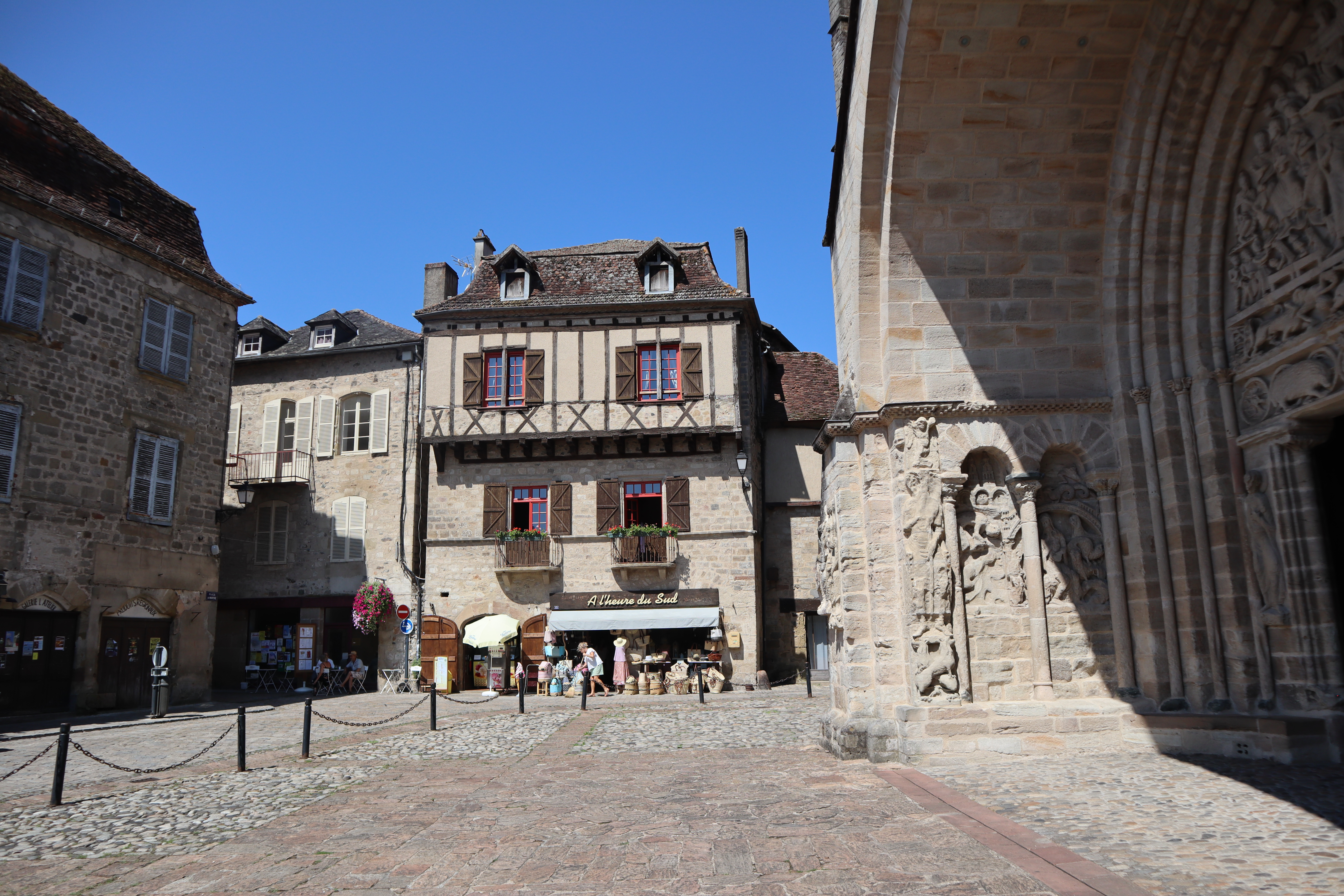
Plac Bridolle
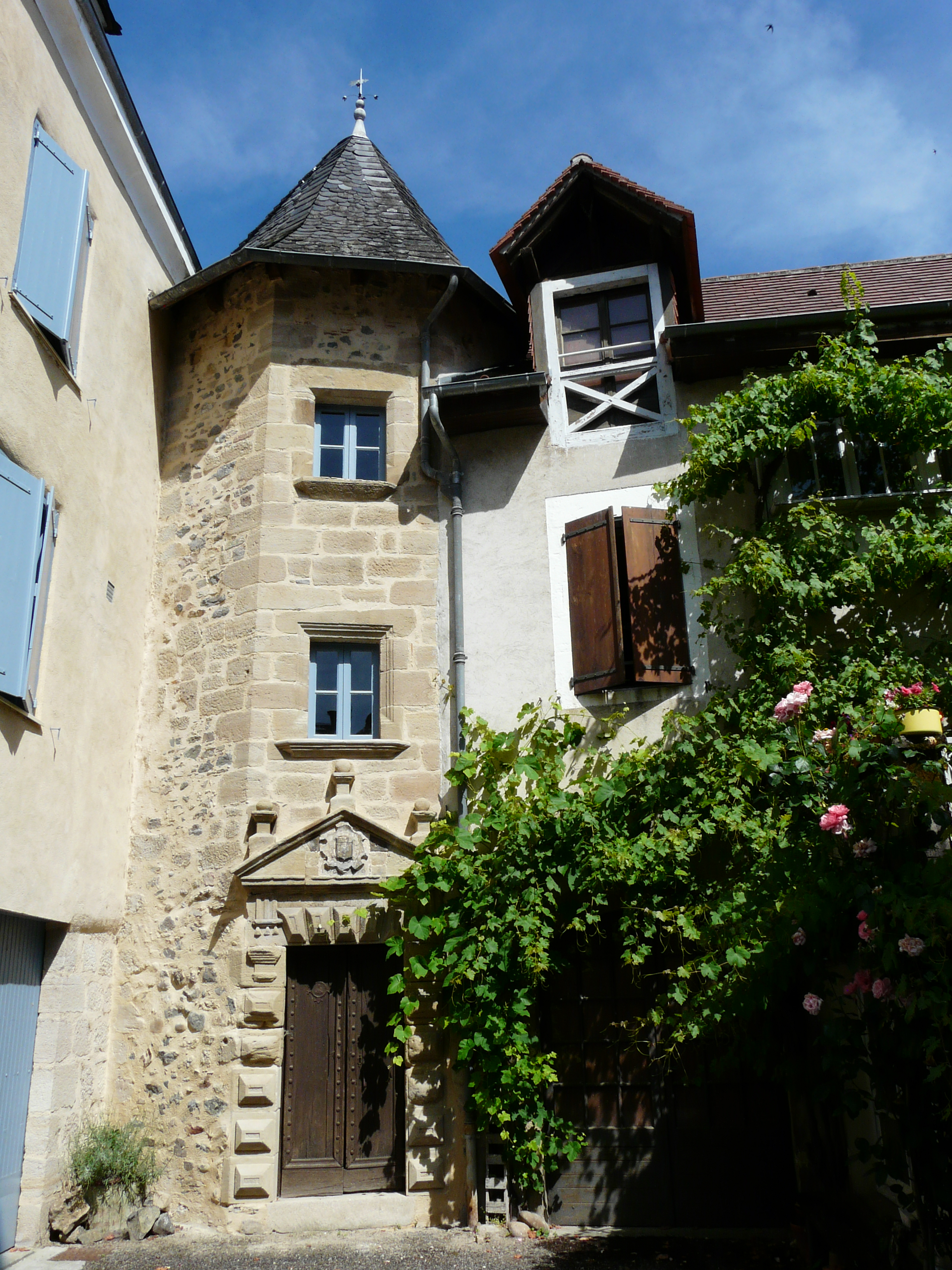
Maison Clare
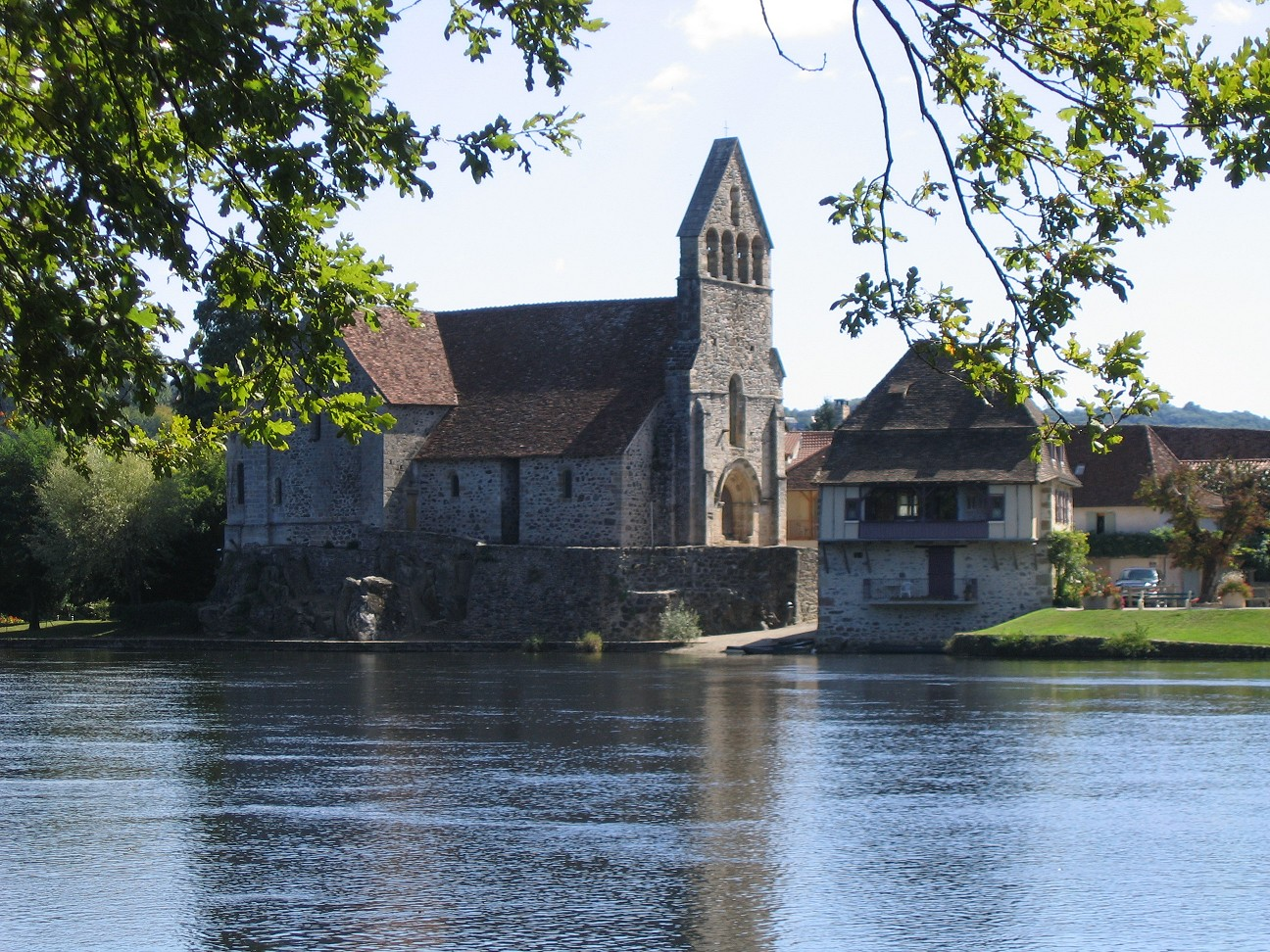
Kaplica Penitentów